# تاج‌مرغ گلوسفید
تاج‌مرغ گلوسفید (نام علمی: Pseudoseisura gutturalis) نام یک گونه از سرده تاج‌مرغ است.